# جوزيف باومغارتنر
جوزيف باومغارتنر (بالألمانية: Joseph Baumgartner)‏ هو سياسي ألماني، ولد في 16 نوفمبر 1904 في ألمانيا، وتوفي في 21 يناير 1964 بميونخ في ألمانيا. حزبياً، نشط في حزب الشعب البافاري وحزب بافاريا ‏ والاتحاد الاجتماعي المسيحي. انتخب عضو مجلس الشورى الموحد لبافاريا وانتخب عضو في البوندستاغ الألماني خلال فترته النيابية ‏ (7 سبتمبر 1949 – 1951).

## روابط خارجية
- جوزيف باومغارتنر على موقع مونزينجر (الألمانية)